# Bouke Beumer
Bouke Beumer (Valkenswaard, 21 novembre 1934 – Bloemendaal, 10 aprile 2022) è stato un politico olandese.
Esponente di Appello Cristiano Democratico (CDA), ricoprì l'incarico di europarlamentare per tre legislature, venendo eletto al Parlamento europeo alle elezioni del 1979, del 1984 e del 1989.
Beumer è stato anche sindaco di Midwolda dal 1966 al 1975 e sindaco ad interim di Scheemda dal 1968 al 1971. Dal 1970 al 1975 è stato membro del Consiglio provinciale di Groningen, poi della Seconda Camera degli Stati Generali fino al 1979. Era uno dei cosiddetti lealisti, contrari a un governo tra il CDA e il VVD sotto il primo ministro Dries van Agt  ma tolleranti.